# Płaskowyż Głubczycki
Płaskowyż Głubczycki, również Płaskowyż Prudnicko-Głubczycki (cz. Opavská pahorkatina, niem. Leobschützer Lößhügelland; 318.58) – mezoregion fizycznogeograficzny w południowej Polsce, równina lessowa o krajobrazie zbliżonym do wyżynnego, która jest wyniesiona do wysokości 235–260 m n.p.m.. Obejmuje południowo–wschodnią część Niziny Śląskiej. Granica państwowa dzieli go na część polską o pow. ok. 1700 km² i część czeską o pow. ok. 390 km². Od północnego zachodu graniczy z Doliną Nysy Kłodzkiej i Równiną Niemodlińską, od północy i wschodu z Kotliną Raciborską, od południowego wschodu z Kotliną Ostrawską, od południa i południowego zachodu z Niskim Jesionikiem i Górami Opawskimi i od zachodu z Przedgórzem Paczkowskim.
Cecha charakterystyczna krajobrazu Płaskowyżu Głubczyckiego to występowanie słabo nachylonych powierzchni wierzchowin i gęstej sieci nieckowatych suchych dolin. Region typowo rolniczy o dużym udziale urodzajnych czarnoziemów w strukturze glebowej. Osady lessowe charakteryzują się niewielką miąższością, pod  którym zalegają piaski i gliny. Znamiennym elementem krajobrazowym płaskowyżu jest nieduży udział lasów, który w skali całego regionu osiąga około 4%.
Płaskowyż przecinają lewe dopływy Odry: Opawa, Psina z Troją, Osobłoga z Prudnikiem, Stradunia.
- Miasta w Polsce: Głubczyce, Prudnik (północna część miasta), Biała, Baborów, Kietrz, Racibórz (zachodnia część miasta), Głogówek.
- Miasta i gminy w Czechach: Hulczyn, Karniów (wschodnia część miasta), Kravaře, Opawa, Osobłoga.

Najwyższą górą Płaskowyżu Głubczyckiego jest w Polsce Plechowa Góra (328 m n.p.m.; niem. Plechowa Berg; między Branicami i Boboluszkami) i w Czechach Almín kopec (315 m n.p.m.; 1,5 km północno-zachodnie od gminy Služovice w powiecie Opawa). Najwyższą warstwicą Płaskowyżu Głubczyckiego jest warstwica 340 m n. m. południowo-wschodnie od wierchu Cvilín (wierch Hradisko / Přední Cvilínský kopec (441 m n.p.m.) jest 2,5 km południowo-wschodnie od miasta Karniów w powiecie Bruntal).
Na terenie płaskowyżu znajduje się Obszar Chronionego Krajobrazu Las Głubczycki (Nadleśnictwo Prudnik). Działa też Stowarzyszenie Lokalna Grupa Działania „Płaskowyż Dobrej Ziemi” z siedzibą w Kietrzu, w ramach którego partnerstwo między sobą prowadzą leżące na Płaskowyżu Głubczyckim gminy: Baborów, Branice, Głogówek, Głubczyce, Kietrz, Lubrza i Prudnik.
Według podziału fizycznogeograficznego z 2017 dr. Krzysztofa Badory Płaskowyż Głubczycki dzieli się na mikroregiony: Wysoczyzna Bialska (318.58.1), Dolina Górnej Ścinawy Niemodlińskiej (318.58.2), Dolina Górnej Białej (318.58.3), Dolina Prudnika (318.58.4), Obniżenie Prudnickie (318.58.5), Dolina Górnej Osobłogi (318.58.6), Wysoczyzna Głubczycka (318.58.7), Dolina Górnej Straduni (318.58.8), Dolina Ciska (318.58.9), Wysoczyzna Łańska (318.58.10), Dolina Psiny (318.58.11), Dolina Troi (318.58.12), Wysoczyzna Kietrzańska (318.58.13).